# 莱翁一世

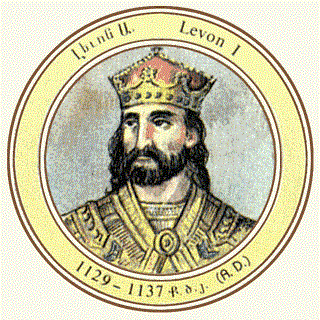
莱翁一世

莱翁一世（亚美尼亚语：Լևոն ，？～1140年2月14日）奇里乞亚亚美尼亚王国亲王（1129年～1140年在位）。

## 事迹

1135年的奇里乞亚亚美尼亚公国（土黄色部分）

莱翁一世继承亚美尼亚诸亲王长期以来的政策，致力于加强政权和扩大领土。他将奇里乞亚亚美尼亚公国的疆界扩展到地中海岸边。莱翁一世在1130年代相继攻占了拜占庭帝国已无法实际控制的科爾喀斯、塔尔苏斯、阿达纳和莫普索埃斯蒂亚等城市（都在今土耳其境内）。这导致他与同样致力于在安纳托利亚地区扩展势力的诸十字军国家的冲突。1136年这些十字军国家中的一个，安条克公国的首领普瓦捷的雷蒙用诡计打败并俘获了莱翁一世。莱翁一世被迫接受下列条件：以黄金支付的巨额赎金，割让萨拉凡蒂卡尔、莫普索埃斯蒂亚和阿达纳三座城市，承诺支援普瓦捷的雷蒙与拜占庭帝国的战争。莱翁接受了这些条款，但一获释后就立刻与雷蒙翻脸。他迅速地收复了失地并率大军进攻安条克公国。最后埃德萨伯国的首领乔治林二世设法从中斡旋结束了这场战争。
1137年拜占庭帝国皇帝约翰二世举兵讨伐亚美尼亚。拜占庭军队迅速攻占了塞琉西亚、科里科斯、塔尔苏斯等城市。莱翁一世撤退到托罗斯山脉的山寨中，但不久山寨也被攻破。1138年，莱翁一世及其家属都被拜占庭俘获并押送到帝都君士坦丁堡。1140年莱翁一世在监禁中死去。莱翁的一个儿子斯特凡诺斯及时逃到了埃德萨伯国，他领导亚美尼亚人收复了部分国土并继承了王位。

## 家庭
莱翁一世的第一个妻子是勒泰尔的比亚特丽斯，他们生了4个孩子：
1. 名字不详的女儿
2. 康斯坦丁
3. 斯特凡诺斯一世
4. 姆莱赫

他的第二个妻子（名字失传）生有以下子女：
1. 名字不详的女儿
2. 名字不详的女儿
3. 托罗斯二世
4. 鲁本
5. 名字不详的女儿

## 资料来源
- T. S. R.博阿塞，《奇里乞亚亚美尼亚王国》，ISBN 0-7073-0145-9